# Lilla blåa draken
Lilla blåa draken (engelska: Dragon - My Funny Friend) är ett barnprogram som handlar om en drake och hans vänner. Programmet är baserat på bokserien "The Dragon Tales", av författaren Dav Pilkey. Lilla blåa draken är skapat i animationstekniken Stop motion. Lilla blåa draken är främst riktat till förskolebarn.
Lilla blåa draken är ett samarbete mellan Kanada (Cité-Amérique), Tyskland (Scopas Medien AG) och Korea (Image Plus), och är det första programmet som utvecklats i samarbete mellan dessa länder. Barnprogrammet är bland annat sålt till Pubcaster ZDF i Tyskland, YTV Treehouse i Kanada, EBS i Korea, samt SVT i Sverige. De som medverkar i den svenska dubbningen är Per Sandborgh, Mattias Knave, Hans Wahlgren och Maria Rydberg.